# Peta-Gaye Dowdie
Peta-Gaye Dowdie (* 18. Januar 1977 in Saint Elizabeth Parish) ist eine jamaikanische Sprinterin.
Der internationale Durchbruch gelang der zweifachen jamaikanischen Meisterin im 100-Meter-Lauf 1999 bei den Panamerikanischen Spielen in Winnipeg. Dort gewann sie den Titel mit der 4-mal-100-Meter-Staffel und belegte den dritten Rang über 100 Meter. Wenige Wochen später feierte sie bei den Weltmeisterschaften in Sevilla den bedeutendsten Erfolg ihrer Karriere. Als Schlussläuferin führte sie die jamaikanische 4-mal-100-Meter-Staffel gemeinsam mit Aleen Bailey, Merlene Frazer und Beverly McDonald in 42,15 s zur Bronzemedaille hinter den Mannschaften der Bahamas (41,92 s) und Frankreichs (42,06 s). Dowdie startete in Sevilla auch im 100-Meter-Lauf, schied hier jedoch in der Viertelfinalrunde aus.
2005 wurde sie bei den Zentralamerika- und Karibikmeisterschaften Dritte im 200-Meter-Lauf. Weitere Erfolge erzielte sie in der Staffel mit Siegen bei den Commonwealth Games 2006 in Melbourne und bei den Panamerikanischen Spielen 2007 in Rio de Janeiro. In Melbourne hatte sie über 100 Meter als Vierte ihres Halbfinallaufs den Finaleinzug knapp verpasst.
Peta-Gaye Dowdie ist 1,70 m groß und hat ein Wettkampfgewicht von 61 kg. Sie besuchte die Louisiana State University.

## Bestleistungen
- 100 m: 11,03 s, 10. April 1999, El Paso
- 200 m: 22,51 s, 3. Juni 2000, Durham
- 60 m (Halle): 7,23 s, 6. Februar 1999, Blacksburg